# Unión Balompédica Conquense
La Unión Balompédica Conquense és un club de futbol de Castella-La Manxa, de la ciutat de Conca. Disputa els seus partits en l'estadi de la Fuensanta.
El club va néixer 1946. No va ser fins a la temporada 1987-88 que debutà a la Segona Divisió B.
L'únic títol oficial del club en els seus 60 anys d'història és una Copa de la Lliga de Tercera Divisió de la temporada 1984-85. L'equip va eliminar successivament els clubs SDG Segoviana, CD Fuensalida, CD Oberena, SE Portmany i UD Las Palmas Atlético a la final.
També ha estat campió de Tercera Divisió la temporada 2006/07, descendint novament a la categoria el 2012.

## Dades
- Temporades a Primera Divisió: 0
- Temporades a Segona Divisió: 0
- Temporades a Segona Divisió B: 10 
  - 1987/88 (19è)
  - 1998/99 (5è)
  - 1999/00 (10è)
  - 2000/01 (16è)
  - 2001/02 (12è)
  - 2002/03 (7è)
  - 2003/04 (6è)
  - 2004/05 (2n)
  - 2005/06 (18è)
  - 2007/08 ?
- Temporades a Tercera Divisió: 35
- Temporades a Categories regionals: 17
- Millor posició a la lliga: 2n (a 2a B, temporada 04-05)
- Pitjor posició a la lliga: 19è (a 2a B, temporada 87-88)